# Fujimoto Noriaki
Noriaki Fujimoto (藤本 憲明 (Đằng-Bản Hiến-Minh) Fujimoto Noriaki, sinh ngày 19 tháng 8 năm 1989) là một cầu thủ bóng đá người Nhật Bản, thi đấu cho Oita Trinita ở vị trí tiền đạo.

## Sự nghiệp
Fujimoto học tập tại Đại học Kindai ở Osaka trong 4 năm: sau đó anh được ký hợp đồng bởi SP Kyoto FC.
Anh ghi bàn trong 3 mùa giải liên tiếp, nhưng cuối cùng SP Kyoto FC bị giải thể vào tháng 11 năm 2015. As a free agent, Fujimoto ký một bản hợp đồng mới với J3 newly promoted side Kagoshima United FC.

## Thống kê câu lạc bộ
Cập nhật đến ngày 23 tháng 2 năm 2018.
| Thành tích câu lạc bộ | Thành tích câu lạc bộ | Thành tích câu lạc bộ | Giải vô địch | Giải vô địch | Cúp                   | Cúp                   | Tổng cộng | Tổng cộng |
| Mùa giải              | Câu lạc bộ            | Giải vô địch          | Số trận      | Bàn thắng    | Số trận               | Bàn thắng             | Số trận   | Bàn thắng |
| Nhật Bản              | Nhật Bản              | Nhật Bản              | Giải vô địch | Giải vô địch | Cúp Hoàng đế Nhật Bản | Cúp Hoàng đế Nhật Bản | Tổng cộng | Tổng cộng |
| --------------------- | --------------------- | --------------------- | ------------ | ------------ | --------------------- | --------------------- | --------- | --------- |
| 2012                  | SP Kyoto FC           | JFL                   | 19           | 0            | –                     | –                     | 19        | 0         |
| 2013                  | SP Kyoto FC           | JFL                   | 25           | 6            | 2                     | 1                     | 27        | 7         |
| 2014                  | SP Kyoto FC           | JFL                   | 21           | 8            | –                     | –                     | 21        | 8         |
| 2015                  | SP Kyoto FC           | JFL                   | 28           | 9            | –                     | –                     | 28        | 9         |
| 2016                  | Kagoshima United FC   | J3 League             | 27           | 15           | 1                     | 2                     | 28        | 17        |
| 2017                  | Kagoshima United FC   | J3 League             | 30           | 24           | 2                     | 1                     | 32        | 25        |
| 2018                  | Oita Trinita          | J2 League             |              |              |                       |                       |           |           |
| Tổng                  | Tổng                  | Tổng                  | 150          | 62           | 5                     | 4                     | 155       | 66        |